# Coppa di Portogallo 2010-2011 (pallavolo femminile)
La Coppa di Portogallo di pallavolo femminile 2010-2011 è stata la 39ª edizione della coppa nazionale di Portogallo e si è svolta dal 1º dicembre 2010 al 10 aprile 2011. Alla competizione hanno partecipato 19 squadre e la vittoria finale è andata per la seconda volta al Clube Desportivo Ribeirense.

## Squadre partecipanti
| - Académica - Belenenses - Boavista - Braga - Câmara de Lobos - Cascais - Castêlo da Maia - Espinho - Gueifães - Leixões | - Lisboa - Lusófona - Saõ Mamede - Juventude Pacense - Póvoa - Ribeirense - Santo Tirso - Trofa - Vitória |

## Torneo

### Tabellone
|  | Quarti di finale | Quarti di finale | Quarti di finale |             |            | Semifinali | Semifinali | Semifinali |  |  | Finale | Finale | Finale |  |
|  |                  |                  |                  |             |            |            |            |            |  |  |        |        |        |  |
|  | Lusófona         | Lusófona         | 3                |             |            |            |            |            |  |  |        |        |        |  |
|  | Lusófona         | Lusófona         | 3                |             |            |            |            |            |  |  |        |        |        |  |
|  | Boavista         | Boavista         | 0                |             |            |            |            |            |  |  |        |        |        |  |
|  | Boavista         | Boavista         | 0                |             | Lusófona   | Lusófona   | 0          |            |  |  |        |        |        |  |
|  |                  |                  |                  |             | Lusófona   | Lusófona   | 0          |            |  |  |        |        |        |  |
|  |                  |                  | Trofa            | Trofa       | 3          |            |            |            |  |  |        |        |        |  |
|  | Trofa            | Trofa            | Trofa            | Trofa       | 3          | 3          |            |            |  |  |        |        |        |  |
|  | Trofa            | Trofa            |                  |             |            |            |            |            |  |  |        |        |        |  |
|  | Câmara de Lobos  | Câmara de Lobos  | 1                |             |            |            |            |            |  |  |        |        |        |  |
|  | Câmara de Lobos  | Câmara de Lobos  | 1                |             | Trofa      | Trofa      | 0          |            |  |  |        |        |        |  |
|  |                  |                  |                  |             |            |            |            |            |  |  |        |        |        |  |
|  |                  |                  | Ribeirense       | Ribeirense  | 3          |            |            |            |  |  |        |        |        |  |
|  | Gueifães         | Gueifães         | Ribeirense       | Ribeirense  | 3          | 0          |            |            |  |  |        |        |        |  |
|  | Gueifães         | Gueifães         |                  |             |            |            |            |            |  |  |        |        |        |  |
|  | Ribeirense       | Ribeirense       | 3                |             |            |            |            |            |  |  |        |        |        |  |
|  | Ribeirense       | Ribeirense       | 3                |             | Ribeirense | Ribeirense | 3          |            |  |  |        |        |        |  |
|  |                  |                  |                  |             | Ribeirense | Ribeirense | 3          |            |  |  |        |        |        |  |
|  |                  |                  | Santo Tirso      | Santo Tirso | 1          |            |            |            |  |  |        |        |        |  |
|  | Santo Tirso      | Santo Tirso      | Santo Tirso      | Santo Tirso | 1          | 3          |            |            |  |  |        |        |        |  |
|  | Santo Tirso      | Santo Tirso      |                  |             |            |            |            |            |  |  |        |        |        |  |
|  | Póvoa            | Póvoa            | 0                |             |            |            |            |            |  |  |        |        |        |  |

### Calendario

#### Prima fase
| 1º dicembre 2010 - ore 17:00 Pavilhão Escola de Caminha, Porto           | Boavista FC    | 3 - 1 | CV Lisbona    | 16-25, 25-15, 25-11, 25-23        |
| 1º dicembre 2010 - ore 17:00 Pavilhão Romão do Coronado, Trofa           | CA da Trofa    | 3 - 0 | SC de Espinho | 25-10, 25-11, 25-20               |
| 1º dicembre 2010 - ore 17:00 Pavilhão Municipal Santo Tirso, Santo Tirso | GC Santo Tirso | 3 - 0 | SC Braga      | 32-30, 25-16, 25-16               |
| 1º dicembre 2010 - ore 17:00 Pavilhão Eduardo Soares, Lisbona            | AA Mamede      | 2 - 3 | Vitória SC    | 25-18, 22-25, 21-25, 25-18, 12-15 |
| 8 dicembre 2010 - ore 17:00 Pavilhão Acácio Rosa, Lisbona                | CF Belenenses  | 3 - 2 | Leixões SC    | 25-27, 25-21, 26-24, 21-25, 15-11 |

#### Seconda fase
| 8 gennaio 2011 - ore 15:00 Pavilhão Universidade Lusófona, Porto       | Lusófona VC    | 3 - 2 | Juventude Pacense  | 23-25, 25-19, 26-24, 17-25, 15-12 |
| 8 gennaio 2011 - ore 14:00 Pavilhão Municipal de Gueifães, Maia        | GDC Gueifães   | 3 - 0 | Cascais            | 25-11, 25-12, 25-6                |
| 8 gennaio 2011 - ore 16:00 Pavilhão Estádio Universitário, Coimbra     | Académica      | 0 - 3 | CA da Trofa        | 11-25, 11-25, 16-25               |
| 8 gennaio 2011 - ore 15:00 Pavilhão Escola de Caminha, Porto           | Boavista FC    | 3 - 2 | Castêlo da Maia GC | 27-25, 14-25, 11-25, 26-24, 15-11 |
| 9 gennaio 2011 - ore 15:00 Pavilhão Municipal Santo Tirso, Santo Tirso | GC Santo Tirso | 3 - 1 | CF Belenenses      | 25-18, 18-25 25-22, 25-22         |
| 22 gennaio 2011 - ore 17:30 Pavilhão CD Póvoa, Póvoa de Varzim         | CD Póvoa       | 3 - 0 | Vitória SC         | 25-14, 25-23, 25-22               |

#### Quarti di finale
| 20 febbraio 2011 - ore 14:00 Pavilhão Municipal de Gueifães, Maia        | GDC Gueifães   | 0 - 3 | CD Ribeirense | 19-25, 16-25, 21-25        |
| 20 febbraio 2011 - ore 17:00 Pavilhão Romão do Coronado, Trofa           | CA da Trofa    | 3 - 1 | CSD Câmara    | 25-20, 19-25, 25-17, 25-16 |
| 20 febbraio 2011 - ore 17:00 Pavilhão Universidade Lusófona, Porto       | Lusófona VC    | 3 - 0 | Boavista FC   | 25-18, 29-27, 25-19        |
| 20 febbraio 2011 - ore 16:00 Pavilhão Municipal Santo Tirso, Santo Tirso | GC Santo Tirso | 3 - 0 | CD Póvoa      | 25-17, 25-22, 25-07        |

#### Semifinali
| 19 marzo 2011 - ore 20:00 Pavilhão Universidade Lusófona, Porto | CD Ribeirense | 3 - 1 | GC Santo Tirso | 25-15, 25-10, 22-25, 25-12 |
| 20 marzo 2011 - ore 17:00 Pavilhão Escola Lajes do Pico, Porto  | Lusófona VC   | 0 - 3 | CA da Trofa    | 10-25, 16-25, 12-25        |

#### Finale
| 10 aprile 2011 - ore 15:30 Pavilhão Multiusos de Baião, Baião | CA da Trofa | 0 - 3 | CD Ribeirense | 17-25, 20-25, 24-26 |